# Paloma Picasso

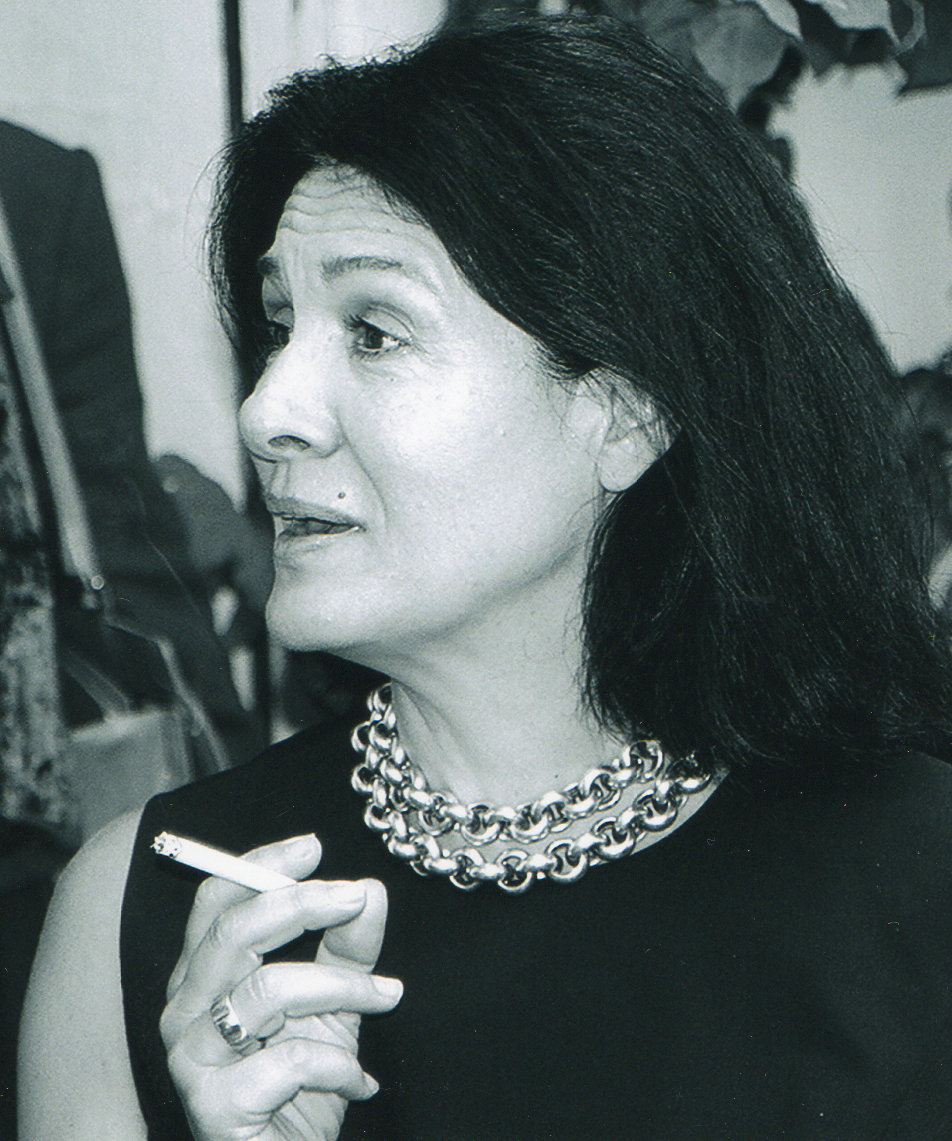
Paloma Picasso in Málaga

Paloma Picasso (* 19. April 1949 in Vallauris, Frankreich, geborene Ann Paloma Gilot) ist eine spanisch-französische Designerin und seit Juni 2023 Nachlassverwalterin für das Erbe ihres Vaters Pablo Picasso.

## Leben und Wirken

### Herkunft und Privates
Paloma ist die Tochter aus der Beziehung von Pablo Picasso und Françoise Gilot. Ihr älterer Bruder war Claude (1947–2023). Außerdem hat sie zwei Halbgeschwister: Paulo und Maya. Paloma ist das spanische Wort für Taube. Dieser Vorname wurde von ihrem Vater zur Erinnerung an das Symbol der Friedenstaube gewählt, da der Internationale Weltfriedenskongress in Paris im Geburtsjahr seiner Tochter stattfand. Im Jahr 1953 beendete Gilot die Beziehung zu Picasso und widmete sich ihren Kindern und der Malerei. Ende der 1960er Jahre erhielten Paloma und Claude den Nachnamen ihres Vaters: Ruiz Picasso, der im Januar 1961 Jacqueline Roque in Vallauris geheiratet hatte.
Sie war mit dem argentinischen Geschäftsmann Rafael Lopez-Cambil 21 Jahre verheiratet. Bald nach der Scheidung heiratete sie den französischen Arzt Eric Thevenet. Die Designerin lebt seit 2001 in Lausanne in der Schweiz.
Seit Juni 2023 ist sie die Nachlassverwalterin für das Erbe ihres Vaters. Ihr Bruder Claude hatte ihr diese Aufgabe kurz vor seinem Tod übertragen.

### Karriere

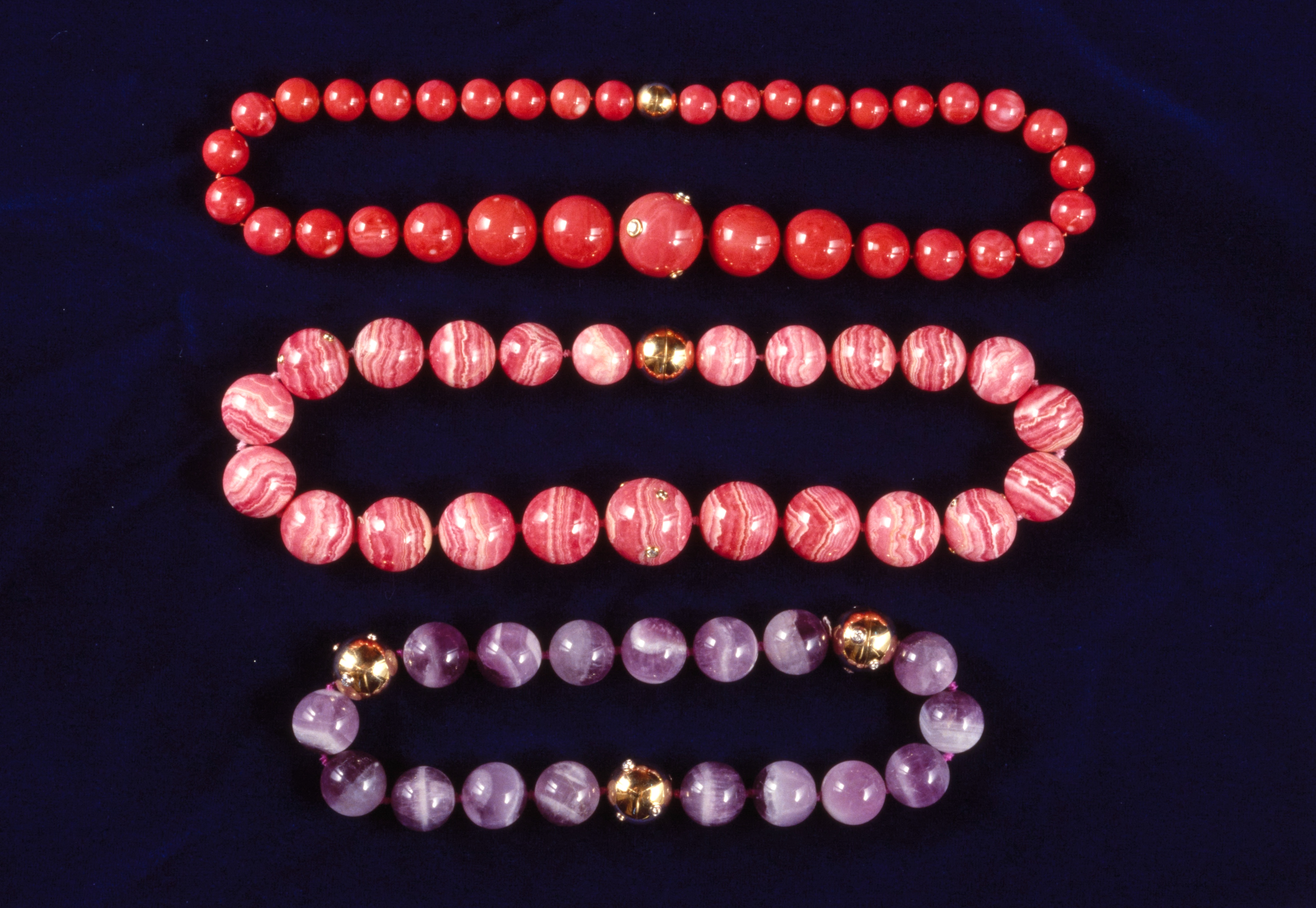
Armband von Paloma Picasso.

Logo Paloma Picasso Parfums

Paloma begann ihre Karriere 1968 als Designerin in Paris. Einen ihrer ersten großen Aufträge erhielt sie von Yves Saint Laurent und 1971 von der griechischen Firma Zolotas, die Schmuck herstellt. 1980 schlossen sich Schmuckentwürfe für Tiffany & Co. an. Kurz danach wurden Schmuck, Brillen, Parfüms, Geschirr, Bettwäsche, Bestecke, und diverse Textilien und Kosmetika unter ihrem eigenen Markenzeichen vertrieben. Sie ist Gründerin des Modelabels Paloma Picasso Lunettes.
Paloma Picasso spielte die Hauptfigur Erzsébet Báthory in der Episode Die Blutgräfin in Walerian Borowczyks Film Unmoralische Geschichten, der 1974 in die Kinos kam.

### Künstlerische Darstellungen von Paloma Picasso
Paloma Picasso wird in vielen Werken ihres Vaters dargestellt, wie etwa als Paloma mit einer Orange und Paloma in Blau. Auf einigen Gemälden ist sie gemeinsam mit ihrem Bruder Claude abgebildet. Sie ließ sich 1979 von Horst P. Horst fotografisch porträtieren, 1980 von Robert Mapplethorpe und 1990 von dem Künstlerduo Pierre et Gilles.